# Turistická značená trasa 6122
 Turistická značená trasa 6122 je žlutě vyznačená 14 kilometrů dlouhá pěší trasa Klubu českých turistů vedená od metra Roztyly přes Kunratický les a Kunratice do Průhonic.

## Popis trasy
Trasa od stanice metra vychází západním směrem a vede severní částí Kunraticko-michelského lesa kolem arboreta k rybníku Labuť. U rybníka se stočí na jihovýchod a proti proudu Kunratického potoka střídavě po jeho levém a pravém břehu vede západní částí lesa až na jeho jižní konec k Dolnomlýnskému rybníku. U mlýna zabočí na jih, přejde hráz a vystoupá do Kunratic ke kostelu. Od kostela vede jižně podél zámku a zámeckého parku. Z Kunratic pokračuje jižně, přejde Kunratickou spojku a za památným dubem u Vesteckých zabočí na východ. Projde jižní částí čtvrti Hrnčíře, obcí Rozkoš a v Průhonicích za mostem přes Botič končí.
Trasa vede společně s cyklostezkami A222, A22, Greenway P-W, A212, A215, A202 a 8225.
| Km   | Místo                     | Navazující a křižující trasy | Nadm. výška |
| ---- | ------------------------- | ---------------------------- | ----------- |
| 0    | Roztyly (metro)           | 1007                         | m           |
| 1,5  | U Labutě                  |                              | 225 m       |
| 4    | U Krále Václava IV.       | 3127                         |             |
| 4,5  | Nový Hrádek lávka         | 1007                         | 275 m       |
| 4,5  | K Hrádku                  | 1007                         |             |
| 5    | Dolnomlýnský rybník       | 3128                         | 260 m       |
| 6    | Kunratice u kostela (bus) | 3128                         | 295 m       |
| 6,5  | Kunratice Zámecký park    | 3128                         | 295 m       |
| 10,5 | Hrnčíře (bus)             |                              | 310 m       |
| 12   | Rozkoš (bus)              |                              | 305 m       |
| 14   | Průhonice                 | 0013                         | 280 m       |

## Zajímavá místa
- Kunraticko-michelský les
- Sekvojovce v Michelském lese - památné stromy
- Jilm vaz v Michelském lese - památný strom
- Labuť - rybník na Kunratickém potoce
- Kunratický potok
- Zookoutek Kunratický les
- Údolí Kunratického potoka
- Velká kunratická
- Dolnomlýnský rybník a mlýn
- Kostel svatého Jakuba Většího
- Kunratický zámek
- Zámecký park v Kunraticích
- Lípa u brány zámeckého parku v Kunraticích - památný strom
- Dub letní U Vesteckých - památný strom
- Kostel svatého Prokopa (Hrnčíře)
- Lípa u kostela sv. Prokopa v Hrnčířích - památný strom
- Zámecký park Průhonice
- Průhonický zámek

## Veřejná doprava
Cesta začíná u stanice metra v Roztylech. Vede přes zastávky MHD Kunratická škola, zastávky PID Drazdecká, Průhonice-Rozkoš a Průhonice-Hole. Končí poblíž zastávky autobusů Průhonice.